# ایتالیا در المپیک تابستانی ۱۹۹۲
ایتالیا در بازی‌های المپیک تابستانی ۱۹۹۲ که در شهر بارسلونا اسپانیا برگزار شد، کاروان ایتالیا با ۳۰۴ ورزشکار در این رقابت‌ها شرکت کرد و موفق به کسب ۱۹ مدال (۶ طلا، ۵ نقره، ۸ برنز) شد. در جدول رتبه‌بندی توزیع مدال‌ها، ایتالیا در ردهٔ ۱۲ مسابقات قرار گرفت.